# B Angie B
B Angie B (англ. Би Энджи Би), настоящее имя Анжела Ар Бойд (англ. Angela R. Boyd; род. 1968, Мортон, штат Миссисипи, США), также известная как The Queen Of Dance (Королева танца) — афроамериканская R&B-певица и танцовщица, которая впервые появилась на сцене в 1990 году.

## Карьера
Родилась в Мортоне — небольшом городке в штате Миссисипи.
Вокальное мастерство будущая певица оттачивала в местной церкви. В 1984 году она окончила среднюю школу в родном Мортоне (Scott County School District). Несколько лет спустя Анжела и её лучшая подруга приняли решение отправиться на Запад, чтобы сделать совместную музыкальную карьеру. Но подруга в конечном счёте забеременела, и Анжела Бойд поехала в Калифорнию одна.
Прошло совсем немного времени после этого переезда, и Анжела познакомилась с продюсером (и будущим мужем) Джеймсом Эрли, который обратил внимание рэпера МС Хаммера на то, чтобы Анжела стала вокалисткой. В один прекрасный день МС Хаммер придумал ей сценическое имя «B Angie B». Он говорил «Просто будь Энджи» (Just be Angie).
Анжела записала свой вокал в песне «Pump It Up (Here’s the News)» на альбоме «Let’s Get It» МС Хаммера (версия была переиздана на Capitol Records в 1988 году), также она была бэк-вокалисткой во время концертных туров МС Хаммера.
Её следующая возможность появилась в 1989 году в женской рэп-группе МС Хаммера «Oaktown в 3.5.7». Она добавила свой вокал на рэп-песню «Juicy Gotcha Krazy» и появилась в видеоклипе вместе с «Oaktown в 3.5.7». Она продолжала выступать и быть бэк-вокалисткой Хаммера для его успешного альбома «Please Hammer Don’t Hurt 'Em» (1990 год).
Летом 2012 года B Angie B заявила о своём возвращении на сцену, записав новый хит «I wanna be» (спродюсированный Джеймсом Эрли) и сняв клип на эту песню.